# マリーンズカンパイガールズ
マリーンズカンパイガールズは、千葉ロッテマリーンズの本拠地ZOZOマリンスタジアムでビールの売り子をしながらアイドル活動を行う4人組の女性アイドルグループである。千葉ロッテマリーンズとエイベックスの共同プロジェクト。

## 概要
千葉ロッテマリーンズとエイベックスがプロデュースするプロジェクト『千葉ロッテマリーンズ ビール売り チャレンジ2015』から誕生した、QVCマリンフィールドでビールの売り子をしながらアイドル活動を行う6人組のアイドルグループである。2015年5月12日にQVCマリンフィールド（現ZOZOマリンスタジアム）にてお披露目イベントが行われた。
このプロジェクトのゴール設定として、2015年5月12日から2015年8月30日までのホームゲーム38試合で、ビールの立ち売り販売スタッフとして働くメンバー6人合計30,000杯を売ったら写真集デビューできるというものであり、合計30,543杯を売り上げ、写真集の発売が決定した。その写真集は2ndシングルとして発売されるカンパイ応援歌の販売形態の一種として販売される。
2015年9月4日にはデビューシングルとして、カンパイ娘がQVCマリンフィールド（現ZOZOマリンスタジアム）限定でビール1杯の価格と同じ700円で600枚が発売されたが、即日で完売した。当初、追加販売の予定は無かったが、後に全国流通された。
2016年には、7月30日から9月4日までの本拠地主催20試合のうち、10試合でメンバー6名の売り上げ合計が1,000杯を超えればワンマンライブの開催と、水着カレンダーを発売するという企画に挑戦したが、合計1,000杯を超えた試合が7試合にとどまり、ワンマンライブの開催と水着カレンダーの発売は実現しなかった。
2017年には、4月4日から8月31日までの本拠地主催59試合で、メンバー4名合計で35,000杯を売り上げなければ解散となる企画に挑戦していたが、最終売り上げ結果が34,678杯となり、35,000杯に届かなかったため、解散が決定した。
また、球場でのビール販売の他に、テレビやラジオ、グラビア、ライブ活動なども精力的に行っている。

## メンバー
結成当初のメンバーは、プロジェクト開始前から立ち売りスタッフとして働いていたメンバー3名と、プロジェクトの開始に伴い実施されたオーディションにより選考された3名の計6名であった。
2015年のシーズンの終了とともに前田と外塚が卒業したが、再度オーディションが開催され、2016年からは吉田と岡田の2名を加えて活動していた。
さらに、2016年のシーズン終了後に、今井以外のメンバーが卒業となったが、2017年からは畑内、宮崎、中村の3名を加えた、計4名で活動している。
2016年まではサッポロビールの銘柄としてヱビスビールを主に販売していたが、2017年からはサッポロ黒ラベルを主に販売することとなった。

### 解散時のメンバー
| 名前                       | 販売銘柄       | 担当カラー | 誕生日                 | 血液型 | 出身地 | 備考     |
| -------------------------- | -------------- | ---------- | ---------------------- | ------ | ------ | -------- |
| 今井さやか（いまいさやか） | アサヒビール   | ピンク     | 1989年12月13日（35歳） | B型    | 千葉県 | リーダー |
| 畑内寿理（はたうちじゅり） | キリンビール   | オレンジ   | 1994年9月29日（30歳）  | B型    | 長崎県 |          |
| 宮崎佑希（みやざきゆき）   | アサヒビール   | 黄色       | 1996年5月14日（28歳）  | B型    | 千葉県 |          |
| 中村葵（なかむらあおい）   | サッポロビール | 青         | 1996年8月17日（28歳）  | A型    | 東京都 |          |

### 卒業メンバー
| 名前                         | 販売銘柄     | 担当カラー | 誕生日                 | 血液型 | 出身地 | 在籍期間    | 備考 |
| ---------------------------- | ------------ | ---------- | ---------------------- | ------ | ------ | ----------- | ---- |
| 前田美里（まえだみさと）     | アサヒビール | 緑         | 1994年5月23日（30歳）  | O型    | 千葉県 | 2015年      |      |
| 外塚歩（そとづかあゆみ）     | キリンビール | オレンジ   | 1993年2月3日（32歳）   | O型    | 大阪府 | 2015年      |      |
| 朝倉なおこ（あさくらなおこ） | ヱビスビール | 黄色       | 1993年10月15日（31歳） | B型    | 東京都 | 2015-2016年 |      |
| 大宮愛香（おおみやあいか）   | ヱビスビール | 青         | 1992年4月16日（32歳）  | B型    | 千葉県 | 2015-2016年 |      |
| 平山美紗樹（ひらやまみさき） | キリンビール | 赤         | 1992年11月23日（32歳） | B型    | 東京都 | 2015-2016年 |      |
| 吉田愛璃沙（よしだありさ）   | アサヒビール | オレンジ   | 1994年10月23日（30歳） | A型    | 千葉県 | 2016年      |      |
| 岡田ちほ（おかだちほ）       | キリンビール | 緑         | 1992年1月2日（33歳）   | A型    | 東京都 | 2016年      |      |

## 作品

### シングル
| 枚 | 発売日        | タイトル       | カップリング | 規格品番                                      | 販売形態                          | 備考                                                                           |
| -- | ------------- | -------------- | ------------ | --------------------------------------------- | --------------------------------- | ------------------------------------------------------------------------------ |
| 1  | 2015年9月4日  | カンパイ娘     | －           | AVC1-83332                                    | CD                                |                                                                                |
| 2  | 2016年3月25日 | カンパイ応援歌 | カンパイ娘   | AVC1-83504 AVCD-83504/B AVC1-83506 AVC1-83507 | CD CD+DVD CD+カレンダー CD+写真集 | カレンダー付、写真集付CDはQVCマリンフィールド内QVCマリンストアでの数量限定生産 |

## 出演

### テレビ
- ニュースウオッチ9（NHK総合、2015年5月12日）
- Sportsプラス（NHK総合、2015年5月12日）
- みんなのニュース（フジテレビ、2015年5月15日、8月5日、9月1日）
- サンデースポーツ（NHK総合、2015年5月31日）
- ゴン中山&ザキヤマのキリトルTV特別編“有名人がキリトル”（テレビ朝日、2015年6月12日）
- グッド!モーニング（テレビ朝日、2015年6月16日）
- 王様のブランチ特別版 デリシャカス徹底ガイド!（TBS、2015年7月18日）
- シャキット!（チバテレ、2015年7月24日、8月31日）
- オトナの!（TBS、2015年7月29日、8月5日、8月26日）
- おはよう日本（NHK総合、2015年7月31日）
- 朝生ワイド す・またん!（読売テレビ、2015年8月11日）
- 週刊ニュースリーダー（テレビ朝日、2015年9月1日）

### ラジオ
- ライオンズナイターSET UP!（文化放送、2015年7月9日）
- ショウアップナイターハイライト（ニッポン放送、2015年7月23日）
- The BAY☆LINE（bayfm、2015年8月3日）
- ひるどき情報千葉（NHK FM千葉、2015年8月31日）
- くにまるジャパン（文化放送、2015年8月31日）

### 雑誌
- FRIDAY（2015年5月15日）
- ROLA（2015年6月1日）
- ベースボールサミット第6回（2015年7月11日）
- Sports Graphic Number（2015年7月16日）
- 月刊ぐるっと2015年8月号（2015年7月21日）
- 週刊ベースボール8月3日号（2015年7月22日）
- 週刊SPA!（2015年8月10日）

### 新聞
- 夕刊フジ（2015年7月21日）

### イベント

#### ライブ
- 2015年7月28日 デビューシングル「カンパイ娘」お披露目（QVCマリンフィールド内）
- 2015年7月30日 ステージパフォーマンス（QVCマリンフィールドイベントステージ）
- 2015年8月3日 TOKYO IDOL PROJECT STAGE（夢大陸マイナビステージ）
- 2015年8月10日 LOTTERIA プレゼンツ サカススーパーライブ（TBSデリシャカスステージ）
- 2015年8月15日 マリーンズ カンパイガールズ ミニライブショー（ちばまちなかステージ）
- 2015年8月24日 LOTTERIA プレゼンツ サカススーパーライブ（TBSデリシャカスステージ）
- 2015年8月25日 マリーンズカンパイガールズスペシャルステージ（夢やぐら）
- 2015年11月20日 BAKU POP FESTIVAL'15
- 2015年11月22日 スーパーマリンフェスタ2015
- 2016年7月22日 デリシャカス 2016 GOURMET & SPORTS
- 2016年8月5日 デリシャカス 2016 GOURMET & SPORTS
- 2016年8月6日 TOKYO IDOL FESTIVAL 2016
- 2016年8月19日 デリシャカス 2016 GOURMET & SPORTS
- 2016年11月23日 スーパーマリンフェスタ2016

#### ファンミーティング
- 2015年11月23日 カンパイガールズファンミーティングvol.1（ベストウェスタンホテル西葛西 ダイニングカフェ「アレッタ」）
- 2016年5月22日 カンパイガールズファンミーティングvol.2（ベストウェスタンホテル西葛西 ダイニングカフェ「アレッタ」）
- 2016年7月24日 カンパイガールズファンミーティングvol.3（ベストウェスタンホテル西葛西 ダイニングカフェ「アレッタ」）
- 2016年10月30日 カンパイガールズファンミーティングvol.4（ベストウェスタンホテル西葛西 ダイニングカフェ「アレッタ」）
- 2016年12月18日 カンパイガールズファンミーティングvol.5（ベストウェスタンホテル西葛西 ダイニングカフェ「アレッタ」）